# Zbór Kościoła Zielonoświątkowego „Betezda” w Dzierżoniowie
Zbór Kościoła Zielonoświątkowego „Betezda” w Dzierżoniowie – zbór Kościoła Zielonoświątkowego w RP znajdujący się w Dzierżoniowie, należy do okręgu zachodniego. Pastorem jest Daniel A. Oświeciński.
W okresie międzywojennym istniał w Dzierżoniowie niemieckojęzyczny zbór zielonoświątkowy. Po II wojnie światowej zbór zniknął. W 1947 roku do Dzierżoniowa przybyli polskojęzyczni zielonoświątkowcy. Nabożeństwa odbywały się w prywatnych mieszkaniach. Pierwszym pastorem był Mikołaj Czelen. We wrześniu 1950 roku służba bezpieczeństwa aresztowała kilku działaczy zboru. Prześladowania wynikały z faktu, że działalność zboru była nielegalna. Ze względu na prześladowania w 1953 roku zbór wszedł w struktury Zjednoczonego Kościoła Ewangelicznego. W 1954 roku zbór otrzymał kaplicę przy ul. Kościuszki 3.
W 1994 roku zbór uległ podzielony na skutek decyzji podjętych przez Naczelną Radę Kościoła i jego liczebność spadła do 34 członków. Po dziesięciu latach działalności zbór ponownie przekroczył 100 członków, a wraz z dziećmi liczy dziś 150 osób. Według Mieczysława Czajki D. Oświeciński został odwołany z funkcji pastora ze względu na „obawy, by prasa nie wykorzystała faktu skazania «pastora zielonoświątkowców» do negatywnych relacji o Kościele”. Jednak członkowie zboru wstawili się za swoim pastorem, gdyż zgodnie z ówczesnym prawem wewnętrznym „odwołanie Pastora” nastąpiło ze złamaniem tego prawa. Przywrócony został na to stanowisko w 2005.
W 1998 roku uzyskano budynek po Zakładzie Opieki Zdrowotnej (ul. Świdnicka 33), który po przebudowie stanowi obecną siedzibę Zboru. 
Po upadku komunizmu zbór dostarczał żywność, odzież i artykuły higieniczne, na Ukrainę, Łotwę i do Rumunii. Pomoc do Rumunii zaczęto dostarczać w kilka dni po rewolucji w Rumunii. Obecnie zbór prowadzi działalność charytatywną w swoim mieście. Stałą opieką zboru objętych jest ponad 50 rodzin.
Na koniec 2010 zbór skupiał 147 wiernych, w tym 88 ochrzczonych członków.